# Zeppeliner
Zeppeliner er betegnelsen for en klasse af styrbare kæmpeluftskibe konstrueret med en stiv ramme. Disse luftskibe er opkaldt efter konstruktøren Graf von Zeppelin.

## Første Verdenskrig
I 1909 oprettede den kejserlige tyske hær Heeresluftschiffe-Abteilung med zeppelinere. De skulle bruges til rekognoscering over slagmarken. I 1912 oprettede den kejserlige tyske flåde Marineluftschiffe-Abteilung til maritim rekognoscering. Da 1. verdenskrig brød ud i 1914, havde Tyskland 20-25 operative zeppelinere. Under de indledende rekognosceringer på Vestfronten genemhullede de franske tropper tre zeppelinere, så de mistede bæregassen og lagde sig ned på jorden. Derefter blev de afløst af rekognosceringsbiplaner.
Fra januar 1915 begyndte zeppelinere fra hæren og flåden at terrorbombe Paris og London. Dette blev gjort om natten for at mindske tyskernes tab. De ustadige vinde i højden gjorde det besværligt at bombe disse byer, og præcisionen var dårlig. Modreaktionen var opstilling af luftværnskanoner og projektører. Franske Nieuport 11-jagerfly blev udrustet med otte Le Prieur-raketter og udnyttede zeppelinernes brandfarlige bæregas, brint. Britiske fly kastede bomber ovenpå zeppelinerne. Cirka 60 ud af 88 zeppelinere gik tabt under angrebene, især i 1916. 
Hæren forsøgte også, at anvende zeppelinere til at bringe forsyninger og forstærkninger til de tyske tropper i Afrika, men efter 1917 overførte hæren alle sine zeppelinere til flåden. Flåden anvendte sine zeppelinere dygtigt til at skygge Ententemagternes konvojer og den britiske Home Fleet ved Scapa Flow. I 1919 bestemte Versaillestraktaten, at Tyskland ikke måtte have militære zeppelinere, og de overlevende blev udleveret til sejrherrerne som krigsskadeserstatning.

## Efter første verdenskrig
LZ 129 Hindenburg var et tysk luftskib (Zeppeliner), der mod aftalen blev bygget i 1935. 
USA ville ikke levere den inaktive luftart helium til Nazityskland.
Sammen med søsterskibet LZ 130 Graf Zeppelin var det det største luftfartøj på den tid.
Nazityskland fortsatte med hydrogen/brint. Det fik katastrofale følger.
LZ 129 Hindenburg forulykkede 6. maj 1937 i New Jersey i USA og afsluttede anvendelsen af brint som opdriftsmiddel i luftskibe.

### Museer
- Zeppelin- & Garnisonsmuseum Tønder ved Tønder
- Zeppelin Museum i Friedrichshafen (hjemby for Ferdinand von Zeppelin)
- Albert-Sammt-Zeppelin-Museum i Niederstetten med udstilling over den sidste tyske luftskibkaptajn Albert Sammt
- Aeronauticum in Nordholz – luftskibs- og marineflyvermuseum